# 일본 침몰 (2006년 영화)
일본 침몰(일본어: 日本沈没, にほんちんぼつ, にっぽんちんぼつ 니혼친보쓰, 닛폰친보쓰[*])은 동명의 SF 소설을 원작으로 하는 영화이며, TBS 등이 제작비 20억 엔을 투자하고, 도호의 배급으로 2006년 7월 15일 공개되었다. 감독은 1973년판 영화가 '자신이 영화 제작을 뜻하는 계기가 된 작품'이라는 히구치 신지가 맡았다. 2006년 공개 영화에서는 일본 내 흥행 순위 제4위인 수익금 53억 4000만 엔의 히트작이 되었다. 본작의 포스터는 일러스트레이터 오라이 노리요시가 그린 홋카이도, 도쿄, 교토, 규슈 지방의 '당지 침몰' 포스터 4종류로 작성되었다. 그것과는 별도로 주쿄권의 도호 선전부가 독자적으로 '나고야 침몰'의 포스터를 작성했기 때문에, 예정에 없었던 나고야 붕괴 장면을 급히 추가한 포스터가 존재한다.

## 원작/전작과의 차이
본작은 원작이나 전작과 비교해 등장 인물의 설정이나 직무가 크게 차이가 난다. 감독 히구치는 전작 영화의 리메이크보다도 원작 소설의 재영화화라는 목적으로 도전했으며, 전작에서 부족했던 서민의 시점이나 이재민을 격려하는 요소를 의식하고 도입했다고 한다.

## 이야기 설정
- 전작에서는 다도코로 박사나 야마모토 수상의 행동을 중심으로 스토리가 전개되어 오노데라와 아베의 교제는 중심적인 위치 설정은 아니었지만, 본작에서는 스토리 전개의 주축이 되었다.
- 원작에서는 다도코로 박사가 주창하는 '일본 침몰'이 검증할 수 없는 가설의 단계에서 시작되었고, 입증하기 위한 데이터 수집 및 조사나 대응책의 검토를 비밀리에 진행할 필요가 있어 정계의 픽서인 도노인의 지원 아래에서 유키나가 조교수·구니에·가타오카·나카타의 견식 있는 실력자가 모아지고 체제를 정돈해 간다. 또, '일본 침몰'에 대한 정보의 진위에 대해 고뇌하는 정부의 모습도 그려진다.
- 한편, 본작에서는 우선 학계에서 최고 권위를 가진 미국 측지학회가 '40년 이내에 일본은 침몰한다'고 설명함(후에 다도코로 박사의 조사에 따르면 침몰은 1년 이내로 판명)에 따라 정부가 '일본 침몰'을 기성사실로 받아들여 도노인 등의 등장이나 정부의 고뇌를 그릴 필연성이 없어졌다.[1]
- 원작이나 전작에서는 이야기 종반에서 일본 정부나 세계 각국이 일본인 구출에 전력을 다하지만, 본작에서는 역으로 한결 같이 냉담하다.[2] 반대로, 협력해 준 나라도 있다.[3]
- 원작에서는 도쿄 대지진으로 250만 명, 73년판에서는 360만 명의 사망자·행방불명자가 나온다(후의 만화판에서는 500만 명). 도쿄는 지진과 해일에 의해서 그대로 수몰한다.[4]

## 각지의 피해
- 홋카이도 남해안에서 지진이 발생해 도카치 봉, 후라노 봉에서 대규모 분화가 발생하고 사망자가 나온다.
- 아소 산에서 관측 사상 최대 규모의 분화가 발생한다. 아소 칼데라는 사실상 붕괴한다. 또 중국을 향하고 있던 정부 전세기가 추락한다. 구마모토시에서는 구마모토성이 붕괴하고, 구마모토 시는 도시 기능이 마비된다.
- 나가사키현에서는 묘켄 봉, 구니미 봉이 분화한다.
- 가고시마현의 사쿠라지마섬이 분화한다.
- 재해 파견 명령이 발령되어 일본 항공자위대의 F47J가 정찰 비행을 위해 햐쿠리 기지를 출발한다.
- 기노강과 요시노강을 진원으로 하는 지진이 발생한다. 이 지진에 의해 고치현과의 통신이 끊어진다.
- 규슈 지방 전역에서 통신이 끊어진다.
- 도호쿠 지방에서는 단속적으로 지진이 발생해, 단층이 최대 10m 어긋난다.
- 각지의 상업 시설에서는 물자를 얻으려는 사람들이 모여 대혼란이 일어난다.
- 조반 자동차도 등의 주요한 도로에서는 대정체가 발생한다.
- 각지의 공항에서는 국외로 피난을 가는 사람으로 넘친다. 덧붙여 지진의 영향에 의해 국내선의 운행은 모두 보류하고 있다.
- 전국에 비상사태 선언이 발령된다.
- 주가가 대폭락한다. 또, 미국이 엔·일본국채의 덤핑을 시작했다.
- 각지의 은행에서는 예금을 찾는 사람이 쇄도해 각 은행은 대응에 쫓긴다.
- 노자키 임시 수상 대리는 5년 중에 완전하게 일본이 침몰한다는 것을 발표한다.
- 중앙구조선이 찢어져 시코쿠와 가가와현, 에히메현이 분단된다.
- 홋카이도 남부에서는 판의 단열이 시작되어 분단되어 간다.
- 각지에서 주민의 피난이 시작된다.
- 난민 수용 교섭에 각국은 난색을 나타내기 시작한다.
- 교토부에서는 문화재의 수송이 시작된다.
- 지금까지 재해로 사망하거나 행방불명자는 3635만 명, 국외에 피난한 사람은 3340만 명이 되었다.
- 시마네현의 산베 산이 2000년 만에 활동을 개시했다.
- 이시카와현 남부, 가가와 현 서부, 교토 부 북부에서 진도 7의 지진이 발생해 이시카와 현에 해일 경보와 해일 주의보가 발령된다.
- 지진의 영향으로 난카이 본선 전선이 불통이 된다.
- 해일 경보가 발령되고 있음에도 불구하고 요코하마 항, 고베 항 등에서는 선박을 사용한 탈출이 이루어졌다.
- 하코다테시가 해일로 인해 큰 피해를 받는다.
- 수문이 개방되어 시나가와구 등이 수몰하게 된다.
- 일본인 난민의 수용이 시작된 미국, 중국, EU 각국에서는 대규모 데모가 발생한다.
- 해외로 이전한 일본 기업의 주가가 대폭락한다.
- 고마쓰 공항과 히로시마 공항에서 화산재의 강회량이 이착륙의 허용 범위를 추월하여 사용할 수 없게 된다.
- 일본 해상자위대의 LCAC 양륙정을 통한 수송이 시작된다.
- 시즈오카현의 덴류강 하구, 나가노현의 스와호, 니가타현의 이토이강의 여러 개의 진원에서 지진이 발생한다. 위기 관리 센터도 피해를 받아 예비 시설로 이전했다. 또한 일본 황실은 스위스로 피난했다.

## 등장 인물 설정
- 상술한 대로 스토리 설정이 변경된 것 때문에 등장 인물도 원작과 다르게 설정 변경이 이루어졌다.
  - 오노데라는 원작에서는 고베시 출신이지만, 아이즈 지방의 양조장의 아들로 바뀌었다.
  - 아베는 원작에서 시모다시 출신이지만, 본작에서는 고베 출신으로 한신·아와지 대지진으로 부모님을 잃어 도쿄의 숙모에게서 길러진 것으로 되어 있다.
  - 다도코로 박사는 원작보다 젊게 설정되었으며 학계의 아웃사이더가 아니고, 그리고 다카모리 대신과 본래 부부라는 설정이다.
  - 나카타는 등장하지만, 원작의 정보학자가 아니고 방위 연락 조정관으로 되어있다.
  - 후쿠하라 교수는 원작에서 전술의 구제책을 가다듬는 비교문명론의 교수이다.
  - 노자키 관방장관은 원작에서 난민 수용 교섭의 선두에 서는 외교관이다.
- 아래와 같이 이 작품에서 새로 추가된 인물이 여러 명 있다.
  - 다도코로의 전 아내, 다카모리 사오리 위기 관리 담당 대신.
  - 지진 재해에서 살아 남은 구라키 미사키(후쿠다 마유코)
  - 한신 대지진으로 부모님을 잃은 레이코를 여자 혼자서 기른 다노쿠라 다마에(요시다 히데코)와 그 단골손님들.
- 세태의 변화에 따라 등장하는 여성의 역할이 중요해졌다(원작 등에서는 "아가씨"였던 아베가 도쿄 소방청 하이퍼 레스큐의 대원, 정부 내에서 재해 대책의 선두 지휘를 다카모리 대신이 맡는 등). 또한 현재 하이퍼 레스큐에는 여성 대원은 없다.

## 결말
- N2폭약[5]이라는 가공의 병기가 마지막 장면에서 중요한 열쇠가 된다.
  - 초기의 설정에서는 핵무기를 사용하게 되어 있었지만, 제작에 참가하고 있는 TBS가 '핵무기의 이용'이라는 설정에 난색을 나타냈기 때문에 가공의 병기로 변경되었다.
- 원작 등과 달리 야마모토 수상·유키·오노데라는 이야기 진행 도중에 목숨을 잃는다. 반대로, 원작·영화(1973년판)에서는 일본 열도와 운명을 같이 한 다도코로 박사는 생명의 위협을 당하는 일이 없이 살아 남는다.
- 원작 등에서 일본은 '거의 완전히' 침몰해 버리나[6] 본작에서는 오노데라의 자기 희생에 의해서 부분적으로는 수몰하지만, 최종적으로 일본 침몰은 되지 않는다. 뿔뿔이 흩어지게 되어 버린 일본 열도나 괴멸 상태가 된 도쿄, 교토·오사카·요코하마·고베·센다이·후쿠오카·삿포로 ·나고야 등의 대도시를 어떻게 조치하고 부흥해 나갈지는 확실하지 않다.

## 과학적으로 오류가 있는 부분
아래는 일본 침몰에서 과학적으로 오류가 있는 부분을 다룬다.
1. 일본 침몰에 나오는 '해신6500'(말 그대로 6,500 m까지 잠수 가능)은 대략 2,500 m가량에서 파괴되나, '해신2000'(2,000 m까지 잠수 가능)은 3,807 m 지점(거의 2배가량)에서도 형체가 그대로 유지되고 있다.

## 제작진
- 제작 총지휘: 오카 데쓰오
- 제작: 오카 마사히로
- 원작: 고마쓰 사쿄
- 각본: 나루시마 이즈루, 가토 마사토
- 음악: 이와시로 다로
- 메카 디자인: 안노 히데아키
- 협력: 도쿄 소방청·독립행정법인 해양연구개발기구(JAMSTEC)·도쿄 대학 지진 연구소·일본 방위청·일본 육상자위대·일본 해상자위대·일본 항공자위대·혼조시
- 영화 제작 총책임자: 하마나 가즈야
- 특기 통괄/감독 보좌: 오노우에 가쓰로
- 특수 촬영 감독: 가미야 마코토
- 감독: 히구치 신지
- 배급: 도호

### 자문
- 지구물리학·화산학(나고야 대학 교수): 야마오카 고하루

## 출연
- 오노데라 도시오: 구사나기 쓰요시
- 아베 레이코: 시바사키 코우
- 다도코로 유스케 박사: 도요카와 에쓰시
- 유키 다쓰야: 오이카와 미쓰히로
- 구라키 미사키(피난민 소녀): 후쿠다 마유코
- 유키의 아내: 사토 에리코
- 야마모토 나오유키(총리대신): 이시자카 고지
- 노자키 교스케 (관방장관): 구니무라 준
- 자위대 대장: 피에르 다키
- 다카모리 사오리(문부 과학 대신 겸 위기관리 담당 대신): 다이치 마오
- 법무대신: 기타무라 가즈오
- 외무대신: 야즈마 겐이치
- 재무대신: 오구치 히로시
- 우메쓰 세이고(방위청 장관): 이시다 다로
- 통합막료장: 나미키 시로
- 시노하라 마나부(내각 참사관): 마쓰오 다카시
- 야마시로 교수:가토 다케시
- 야마시로 교수의 딸: 안노 모요코
- 야마시로 교수의 사위: 안노 히데아키
- 후쿠하라 교수: 에모토 아키라
- 사이토 박사: 이케다 나루시
- 오노데라 미치코(오노데라 도시오의 어머니): 나카야마 아이코
- 오노데라 도시오의 누나: 와쿠이 에미
- 아베 레이코의 숙모: 요시다 히데코
- 아베 레이코의 조부: 단바 데쓰로(사진만. 사진은 영화용으로 새롭게 인화했다)
- 나카타 신이치 방위 연락 담당관: 엔도 겐이치
- 교토의 고승: 도미노 요시유키
- 구라키 요시미(미사키의 어머니): 기무라 다에
- 히누마 시즈코: 하나하라 데루코
- 오노데라의 친가 가정부: 후쿠이 하루토시
- 다도코로 박사 부하: 도사 노부미치(메이와 전기 대표이사 사장)
- 그 외: 마에다 아이, 무사카 나오마사

## MBC 성우진
- 김영선 - 오노데라(쿠사나기 츠요시)
- 박선영 - 레이코(시바사키 코우)
- 신성호 - 타도코로(토요카와 에츠시)
- 이도련 - 후쿠하라(에모토 아키라)
- 권혁수 - 총리(이시자카 코지)
- 최성우 - 사오리(다이치 마오)
- 이미자 - 이오
- 이윤연 - 노자키(구니무라 준)
- 표영재 - 유우키(오이카와 미츠히로)
- 방성준 - 테라시마
- 이원찬 - 히누마(하나하라 데루코)
- 정재헌 - 야스가와
- 조현정 - 미사키(후쿠다 마유코)
- 양준건
- 김두희
- 류승곤
- 유상우
- 한경화
- 이민하

## 일본 침몰 제작 위원회
- 쇼가구칸
- 도쿄 방송
- 마이니치 방송
- 덴쓰
- 마이니치 신문
- J-dream
- 도호
- 세딕 인터내셔널

## 패러디
- 일본이외 전부침몰(2006년)